# Alexander Riedel (Entomologe)
Alexander Riedel (* 18. August 1969 in Augsburg) ist ein deutscher Entomologe. Er ist Kurator an der entomologischen Abteilung am Staatlichen Museum für Naturkunde Karlsruhe.

## Leben
Riedel besuchte nach seiner Grundschulausbildung ab 1980 das Wernher-von-Braun-Gymnasium in Friedberg/Bayern, wo er 1989 sein Abitur ablegte. Anschließend studierte er Zoologie, Paläontologie, Ökologie und Systematische Botanik an der Ludwig-Maximilians-Universität München (LMU), wo er 1995 seinen Abschluss als Diplombiologe machte. Seine Diplomarbeit mit dem Titel Studien zur Taxonomie und Phylogenie der Rüsselkäfergattung Euops (Coleoptera: Curculionoidea: Attelabidae) wurde von Horst Bohn betreut. Von Juli 1996 bis Dezember 1998 forschte er mit einer Graduiertenförderung der LMU. Im Rahmen zur Vorbereitung seiner Doktorarbeit betrieb er von Februar bis Juni 1998 Feldstudien an Rüsselkäfern in Papua-Neuguinea. Dieses Projekt wurde durch ein Stipendium des Deutschen Akademischen Austauschdienstes gefördert. Im Jahr 2002 wurde Riedel mit der Dissertation Taxonomy, phylogeny, and zoogeography of the weevil genus Euops (Insecta: Coleoptera: Curculionoidea) in the Papuan Region unter der Leitung von Gerhard Haszprunar und Horst Bohn an der Ludwig-Maximilians-Universität München zum Ph.D. promoviert. 
Von 1991 bis 1999 war Riedel Doktorand an der Zoologischen Staatssammlung München, wo er in den Abteilungen für Heuschrecken und Käfer tätig war. 1994 und 1996 war er Lehrassistent im Universitätskurs Allgemeine Morphologie von Tieren. Von Januar 2000 bis Dezember 2001 war er wissenschaftlicher Volontär am Staatlichen Museums für Naturkunde Stuttgart; 2002 am University of Nebraska State Museum; und seit 2003 Kurator an der entomologischen Abteilung des Staatlichen Museums für Naturkunde Karlsruhe. Hier leitet er die Käfersammlung sowie andere Insektensammlungen mit Ausnahme von Bienen, Wespen, Ameisen und Schmetterlingen. 
Riedel widmet sich der Taxonomie von Rüsselkäfern (Curculionoidea), insbesondere der Familie Attelabidae und der Unterfamilie Cryptorhynchinae. Zu seinen Forschungsschwerpunkten zählen die Biogeographie des Indo-Australischen Archipels, die Evolution hyperdiverser Käfer-Gruppen, die Funktionsmorphologie von Käfern, die Systematik der Rüsselkäfer-Gattung Trigonopterus, die Rüsselkäfer Papua-Neuguineas sowie die Biodiversität streubewohnender Arthropoden der Naturwälder Javas.
Riedel beschrieb zahlreiche Rüsselkäferarten aus Indonesien und Papua-Neuguinea. Bei der kreativen Auswahl der Dedikationsnamen greift er manchmal auf populäre Figuren aus Comics und Filmen zurück. So benannte er Käfer aus der Gattung Trigonopterus nach Asterix, Obelix, Idefix, Yoda, Chewbacca, Gundala oder den Ewoks. Eine weitere Art dieser Gattung benannte er nach dem Coronavirus, um damit auf die erschwerte Situation von Feldforschungsarbeit während der COVID-19-Pandemie hinzuweisen.

## Dedikationsnamen
Nach Riedel sind über 100 Arten, darunter Panopides riedeli, Tychius riedeli, Otiorhynchus riedeli, Apicoralus riedeli, Hypseus riedeli, Eupholus riedeli, Cleorina riedeli, Gressittella riedeli, Phainodina riedeli, Rhyparidella riedeli, Melobasina riedeli, Cetiocyon riedeli und Stethotes riedeli benannt.